# بند (تقسيم إداري)

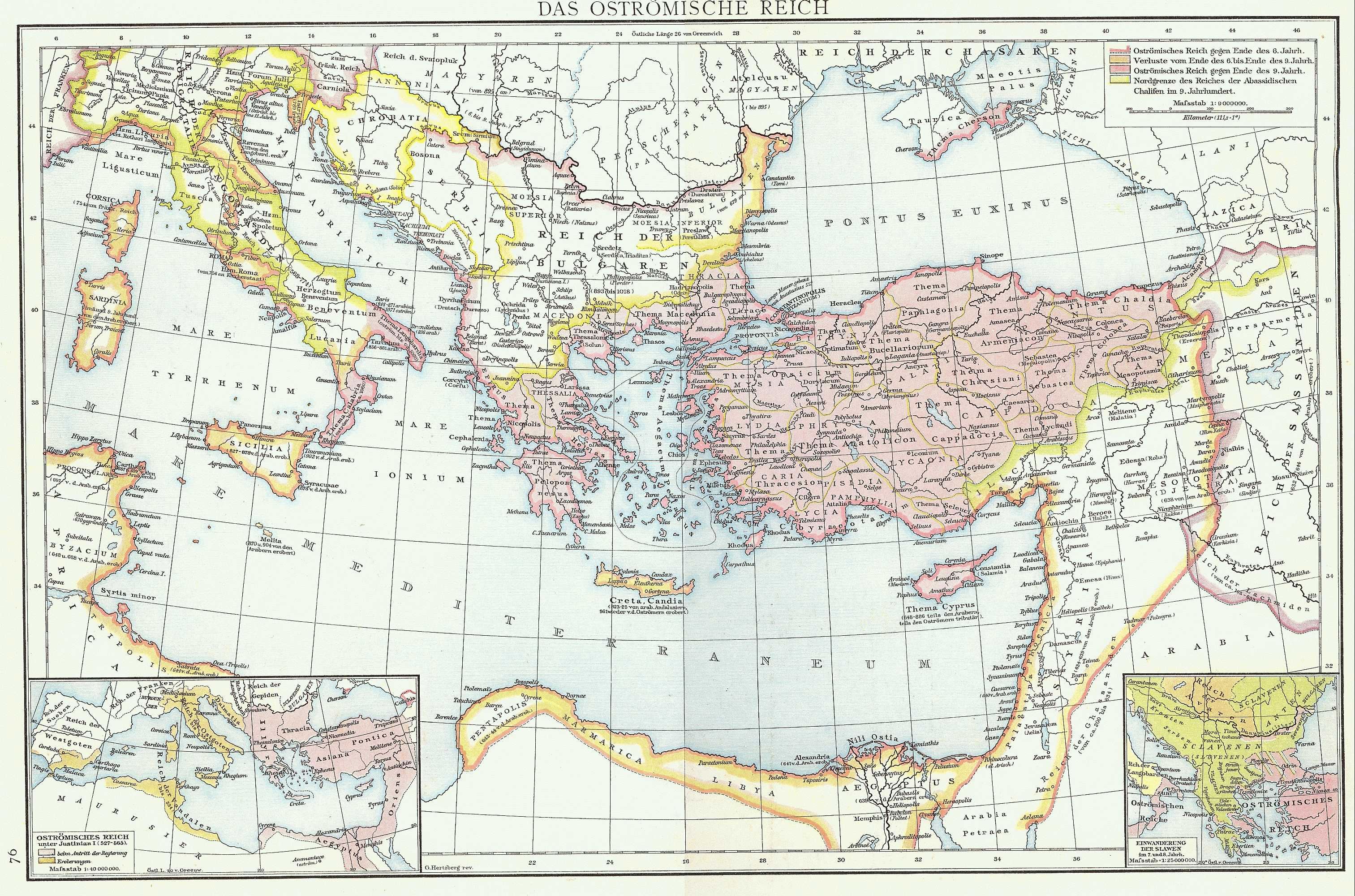
خريطة توضح امتداد الإمبراطورية البيزنطية بين عامي 600-900 ميلادية بما فيها بنود الأخير.

البند أو الثيمة (باليونانية:  θέματα)‏ هي تقسيمات إدارية من الإمبراطورية البيزنطية الوسطى تأسست في أواسط القرن السابع الميلادي بعد الفتوحات الإسلامية في الأراضي البيزنطية واستبدلت النظام السابق الذي أسسه الإمبراطوران دقلديانوس وقسطنطين. كانت هذه البنود في أصلها معسكرات الجيوش الميدانية من الجيش الروماني الشرقي، حيث تستمد اسمها من الوحدات العسكرية.
وطبقا لهذه التقسيمات الجديدة فإن القائد العسكري يمارس صلاحياته المدنية والعسكرية في نفس الوقت دون فصل كما كان في السابق.
في البداية كان هناك 5 بنودا كلها تقع في آسيا الصغرى، وترجع نشأتها إلي الجيوش الميدانية. وهي:
- بند أرمينيا: ورد ذكرها لأول مرة سنة 667 م، وقد ورثت هذه البند جيوش الدولة في أرمينيا، واحتلت المناطق القديمة في بونطس، أرمينيا الصغري، شمال كبادوكيا وكان عاصمتها أماسيا.
- بند الأناضول: ورد ذكرها أول مرة سنة 669 م، وقد ورثت جيوش الدولة في الشرق، وقد غطت منطقة وسط آسيا الصغري، وكانت عاصمتها عمورية.
- بند أوبسيكيو: ورد ذكرها أول مرة سنة 680 م، غطت منطقة شمال غرب آسيا الصغري وأجزاء من غلاطية, وكان مركزها نيقية. ويحمل قائدها لقب قومس (كونت).
- بند تراقيا: ذكرت لأول مرة سنة 680، وقد ورثت جيوش الدولة في تراقيا, وقد غطت الساحل الغربي الأوسط لآسيا الصغري (آيونيا, ليديا, كاريا), وكانت عاصمتها أفسس.
- بند كارابيسياني: ورد ذكرها أول مرة سنة 680 م، وقد ورثت جيوش الدولة في إقليم إليريا. وغطت الساحل الجنوي لآسيا الصغري وجزر بحر إيجة, وكانت عاصمتها أطاليا (أنطاليا حاليا). ويحمل قائدها اللقب درانجاريوس.

في داخل كل بند من البنود السابقة، كان الرجال الاكفاء يُممحون الأراضي لينفقوا منها علي عائلاتهم ولكي يزودوا أنفسهم بالعتاد اللازم.

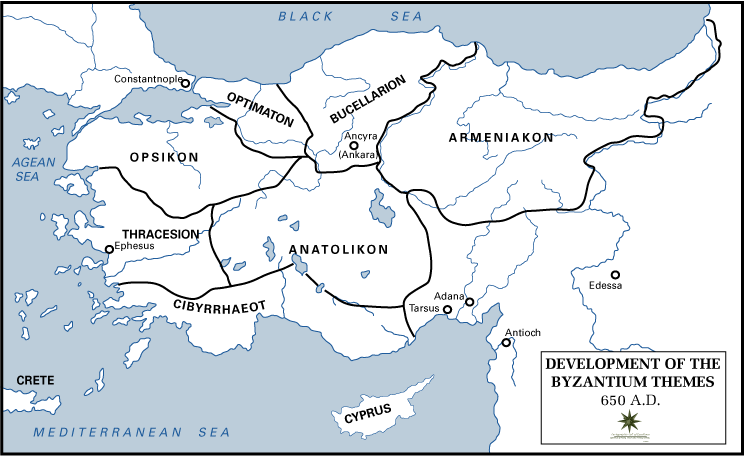
رسم توضيحي لتقسيم البنودا البيزنطية حوالي سنة 650 م

سبب نظام البنود مشاكل واضطرابات داخل الإمبراطورية، إذ كان لاتساع مساحة كل بند عاملا مهما في إذكاء روح التمرد والعصيان ضد الحكومة المركزية بالقسطنطينية. لذلك قام بعض الآباطرة من أمثال ليو الثاني الأيسوري، وثيوفيلوس وليو الرابع الحكيم بتقسيم كل بند إلي مناطق أصغر، وقاموا بتحجيم نفوذ قادة البنود علي الجيش وذلك بتعيين أكثر من قائد لجيوش البند الواحدة. كما عمد الآباطرة من أفراد الأسرة المقدونية إلي خلق بنود جديدة في الأراضي التي أفتتحوها. وقد بلغ عدد البنودا في عهد الإمبراطور قسطنطين السابع 28 بنودا.
في بداية حكم الإمبراطور قسطنطين السابع استولي المسلمون علي جزيرة صقلية وأسسوا بها أمارة صقلية الإسلامية سنة 905. كما حكمت الإمبراطورية قبرص بالشراكة مع الدولة العباسية.